# Старина (Борисовський район, Веселівська сільська рада)
Старина (біл. вёска Старына) — село в складі Борисовського району Мінської області, Білорусь. Село підпорядковане Веселівській сільській раді, розташоване в північно-східній частині області.